# Ca (řeka)
Ca (vietnamsky Sông Ca, také známá pod jménem Liam Giang) je řeka ve Vietnamu s prameny v Laosu. Je dlouhá přibližně 500 km.

## Průběh toku
Na horním toku protíná výběžky hřbetu Čyongšon. Na dolním toku pak protéká po přímořské rovině. Ústí do zálivu Bac Bo Jihočínského moře.

## Vodní stav
Vysoký vodní stav má v létě.

## Využití
Na dolním toku se voda využívá na zavlažování. Na řece leží město Vinh.